# Rivière Naujaat
Pour les articles homonymes, voir Naujaat.
La rivière Naujaat est affluent du littoral du détroit d'Hudson. La rivière Naujaat coule vers l'ouest dans le territoire non-organisé de la Baie-d'Hudson, dans la péninsule d'Ungava, dans la région administrative du Nord-du-Québec, au Québec, au Canada.

## Géographie
Les bassins versants voisins de la rivière Naujaat sont :
- côté nord : rivière Nauyok, rivière Appaajuit, détroit d'Hudson ;
- côté est : rivière Durouvray ;
- côté sud : lac Kimmuangajuq et le lac Tasialuk Allipaaq ;
- côté ouest : baie d'Hudson.

Un petit lac sans nom (longueur : 6,6 km ; altitude : 350 m) constitue le lac de tête de la rivière Naujaat. Ce lac est situé à 10,4 km (en ligne directe) de la baie Naujaat où se jette la rivière Naujaat, à 16,5 km du Mouillage Kisarvialuk situé dans le havre d'Ivujivik.
À partir de l'embouchure (situé au sud-ouest) de ce lac, le courant coule sur 19,6 km vers l'ouest en traversant deux lacs, jusqu'à la rive nord du lac Naujaat (altitude : 258 m) que le courant traverse sur 1,1 km du nord au sud. Puis la rivière coule sur 10,1 km vers le nord-ouest et se déverse sur le littoral est de la Baie d'Hudson, dans la baie Naujaat.
L'embouchure de la rivière Naujatt est située à 11,2 km au nord-est de Ivujivik et au sud de l'embouchure de la rivière Nauyok qui se déverse dans l'anse Appaluit. La distance est de 11,7 km entre la baie Naujaat et l'anse Appaluit.

## Toponymie
Le toponyme rivière Naujaat a été officialisé le 29 mars 1996 à la Commission de toponymie du Québec.